# Ditzingen
Ditzingen ist eine im Land Baden-Württemberg zentral gelegene Stadt, die an den Nordwesten Stuttgarts grenzt. Nach Ludwigsburg, Bietigheim-Bissingen, Kornwestheim, Vaihingen an der Enz und Remseck am Neckar ist Ditzingen die sechstgrößte Stadt des Landkreises Ludwigsburg und gehört zum Mittelbereich Stuttgart mit dem gleichnamigen Oberzentrum. Die Gemeinde Ditzingen erhielt am 26. April 1966 die Stadtrechte und ist seit dem 1. Oktober 1976 Große Kreisstadt.

## Geografie

### Geografische Lage
Ditzingen liegt im südwestlichen Neckarbecken im Strohgäu am Übergang zum sogenannten Langen Feld. Das Stadtgebiet liegt zwischen dem Strudelbach im Westen und der Glems im Osten. Die Glems, ein rechter Nebenfluss der Enz, durchfließt die Kernstadt Ditzingens. Die Innenstadt liegt rechts des Flusses.
Die Glems bildete früher die Stammesgrenze der Schwaben und Franken und war gleichzeitig Grenze der beiden Bistümer Speyer und Konstanz.

### Nachbargemeinden
Folgende Städte und Gemeinden grenzen an die Stadt Ditzingen. Sie werden im Uhrzeigersinn beginnend im Osten genannt:
- Stuttgart (Stadtbezirk Weilimdorf) (Stadtkreis)
- Gerlingen (Landkreis Ludwigsburg)
- Leonberg und Weissach (beide Landkreis Böblingen)
- Eberdingen, Hemmingen und Korntal-Münchingen (alle drei im Landkreis Ludwigsburg)

### Stadtgliederung
Zu Ditzingen gehören die ehemals selbstständigen und in den 1970er Jahren eingegliederten bzw. mit der Stadt Ditzingen vereinigten Gemeinden Heimerdingen, Hirschlanden und Schöckingen.
Die ehemaligen Gemeinden sind Stadtteile und zugleich Ortschaften im Sinne der baden-württembergischen Gemeindeordnung, das heißt, sie haben einen Ortschaftsrat, dem ein Ortsvorsteher vorsteht. Die Ortschaftsräte werden bei jeder Kommunalwahl von der wahlberechtigten Bevölkerung der Ortschaft gewählt. Ferner gibt es in jeder Ortschaft eine Verwaltungsstelle, die als Rathaus vor Ort dient.
Zur Stadt Ditzingen in den Grenzen vom 30. Juni 1970 gehören die Stadt Ditzingen, die Höfe Grüner Baum und Lerchenhöfe, die Wohnplätze Maurener Berg, Oberes Glemstal, Ölberg und Steinröhre sowie die Häuser Ferbermühle, Tonmühle und Zechlesmühle.
Zur ehemaligen Gemeinde Heimerdingen gehören das Dorf Heimerdingen sowie die abgegangene Siedlung Stetten.
Zur ehemaligen Gemeinde Hirschlanden gehören das Dorf Hirschlanden sowie die abgegangenen Ortschaften Holzheim und Rotweil.
Zur ehemaligen Gemeinde Schöckingen gehören das Dorf Schöckingen und der Wohnplatz Talmühle.

### Flächenaufteilung
Nach Daten des Statistischen Landesamtes, Stand 2014.

## Geschichte

### Ur- und Frühgeschichte
Die frühesten Siedlungsspuren auf Ditzinger Markung stammen aus dem Neolithikum. Durch Bodenfunde sind am Maurener Berg und südwestlich der heutigen Ortslage im Gewand Hinter der Steig an der Straße nach Leonberg zwei linearbandkeramische Siedlungen nachgewiesen. Drei etwas jüngere Siedlungen der Rössener Kultur fanden sich im Gewand Weinbergpfad südwestlich des heute bebauten Gebiets, in der Flur Stütze an der Straße nach Leonberg und gleichfalls im Norden des Maurener Bergs. Auch aus der Eisen- und Bronzezeit liegt einiges Fundmaterial vor. Auf der Markung der heutigen Stadtteile Hirschlanden und Schöckingen wurden in den 1950er und 1960er Jahren mit dem Frauengrab von Schöckingen und dem Krieger von Hirschlanden zwei bedeutende Funde aus der Hallstattzeit geborgen. Aus der Römerzeit schließlich sind mehrere Fundorte bekannt, unter anderem im Gewand Beutenfeld im Bereich der heutigen Römerhofstraße, wo bei Bauarbeiten ein römischer Keller mit Lichtschacht des Kellerfensters und eine überwölbte Mauernische freigelegt wurden.

### Mittelalter

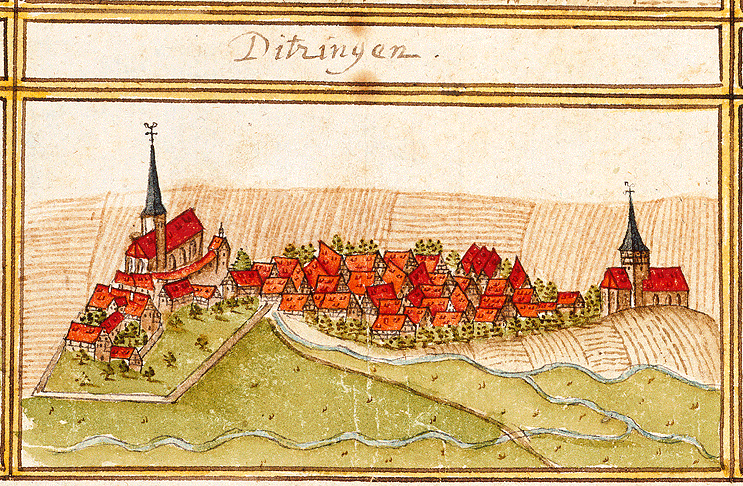
Ditzingen 1682, Forstlagerbuch von Andreas Kieser

Nach der Aufgabe des obergermanisch-raetischen Limes im Jahr 260 wurde das heutige Strohgäu von alamannischen Siedlern in Besitz genommen. Auch das heutige Ditzingen ist eine alamannische Gründung. In einer Schenkungsurkunde des Klosters Lorsch aus dem Jahre 769 wird es unter der Bezeichnung Tizingen erstmals urkundlich erwähnt. Beim Bau eines Einkaufszentrums wurden 1986 entlang der Bauernstraße frühmittelalterliche Siedlungsspuren mit Keramikfragmenten aus der Zeit der Merowinger bis ins Hochmittelalter freigelegt. Ditzingen gilt als einer der wenigen Orte in Baden-Württemberg, in denen eine frühmittelalterliche Siedlung archäologisch nachgewiesen ist. In einem Grubenhaus fanden sich 56 Webgewichte, die zu einem der größten bekannten Gewichtswebstühle des Mittelalters gehörten. Das zur Siedlung gehörige Gräberfeld lag nordwestlich der Siedlung im Bereich der späteren Ziegelwerke und ihrer Lehmgrube und ist durch zahlreiche Funde, die dort zwischen der ersten Hälfte des 19. Jahrhunderts und den 1930er Jahren gemacht wurden, dokumentiert.
1295 besaß unter anderem das Kloster Reichenbach einen Hof in Ditzingen, über den es einen Vergleich mit den Ortsadeligen Johann und Balsam von Ditzingen schloss. Der Ort blieb über Jahrhunderte von geringer Bedeutung und fiel schon im 14. Jahrhundert unter die Herrschaft der Württemberger.

### Neuzeit
Ditzingen gehörte bis 1973 zum Oberamt bzw. (ab 1938) Landkreis Leonberg. Mit dem Anschluss an das Streckennetz der Württembergischen Staatseisenbahn im Zuge des Baus der Schwarzwaldbahn im Jahre 1868 setzte die Industrialisierung ein. Zu den größten Arbeitgebern gehörten die Vereinigten Ziegelwerke, die bis in die 1960er Jahre produzierten, die Johannes Fuchs KG, die Vereinigten Wachswarenfabriken und die Schuhfabrik Dobelmann. Unter dem nationalsozialistischen Bürgermeister Gottlieb Diez wurde die Ausweitung des Industriegebietes südlich der Bahntrasse mit der Ansiedlung der Schraubenfabrik Karl Maier und dem Baubeschlägehersteller Gretsch-Unitas weiter forciert. Aber erst der Bau der Anschlussstelle Stuttgart-Feuerbach der heutigen A 81 schuf die Voraussetzung für die weitere industrielle Entwicklung.
1905 erhielt die Gemeinde eine moderne Wasserversorgungsanlage mit Pumpwerk und einem Hochbehälter auf der Gerlinger Höhe, die nach dem Zweiten Weltkrieg um zwei Tiefbrunnen (Blauäcker, Rauns) und neue Hochbehälter in den Fluren Lotterberg und Hertern ergänzt wurde. Der Hochbehälter Gerlinger Höhe wurde stillgelegt und 2012 beseitigt. Seit den 1960er Jahren bezieht die Stadt auch Wasser der Bodensee-Wasserversorgung.
Das gleichzeitige Anwachsen der Wohnbevölkerung führte 1966 zur Erhebung zur Stadt. Im Zuge der Gebietsreform in Baden-Württemberg wurden die Nachbargemeinden Schöckingen und Heimerdingen nach Ditzingen eingemeindet. Bei der Kreisreform zum 1. Januar 1973 wurde Ditzingen dem Landkreis Ludwigsburg zugeordnet. Zum 1. Januar 1975 fusionierte die Stadt Ditzingen mit der Gemeinde Hirschlanden zur neuen Stadt Ditzingen, die dadurch die 20.000-Einwohnergrenze überschritt. Die Stadtverwaltung stellte daraufhin den Antrag auf Erhebung zur Großen Kreisstadt, was die baden-württembergische Landesregierung mit Wirkung vom 1. Oktober 1976 beschloss.

### Eingemeindungen
- 1. Juli 1971: Eingemeindung von Schöckingen nach Ditzingen[11]
- 1. Dezember 1971: Eingemeindung von Heimerdingen nach Ditzingen[11]
- 1. Januar 1975: Vereinigung von Ditzingen und Hirschlanden zur neuen Stadt Ditzingen[12]

### Einwohnerentwicklung

Einwohnerentwicklung von Ditzingen von 1871 bis 2018 nach nebenstehender Tabelle

Einwohnerzahlen nach dem jeweiligen Gebietsstand. Die Zahlen sind Volkszählungsergebnisse (¹) oder amtliche Fortschreibungen des Statistischen Landesamtes Baden-Württemberg (nur Hauptwohnsitze).
| Jahr                 | Einwohner |
| -------------------- | --------- |
| 1. Dezember 1871 ¹   | 3.149     |
| 1. Dezember 1880 ¹   | 3.504     |
| 1. Dezember 1890 ¹   | 3.584     |
| 1. Dezember 1900 ¹   | 3.653     |
| 1. Dezember 1910 ¹   | 4.004     |
| 16. Juni 1925 ¹      | 4.213     |
| 16. Juni 1933 ¹      | 4.528     |
| 17. Mai 1939 ¹       | 5.261     |
| 13. September 1950 ¹ | 7.689     |
| 6. Juni 1961 ¹       | 12.103    |
| 27. Mai 1970 ¹       | 18.199    |

| Jahr                | Einwohner |
| ------------------- | --------- |
| 31. Dezember 1980 ¹ | 22.480    |
| 25. Mai 1987 ¹      | 21.763    |
| 31. Dezember 1990 ¹ | 23.035    |
| 31. Dezember 1995 ¹ | 23.548    |
| 31. Dezember 2000 ¹ | 23.814    |
| 31. Dezember 2005 ¹ | 24.243    |
| 31. Dezember 2010 ¹ | 24.493    |
| 31. Dezember 2015 ¹ | 24.633    |
| 31. Dezember 2020 ¹ | 24.719    |

## Religion

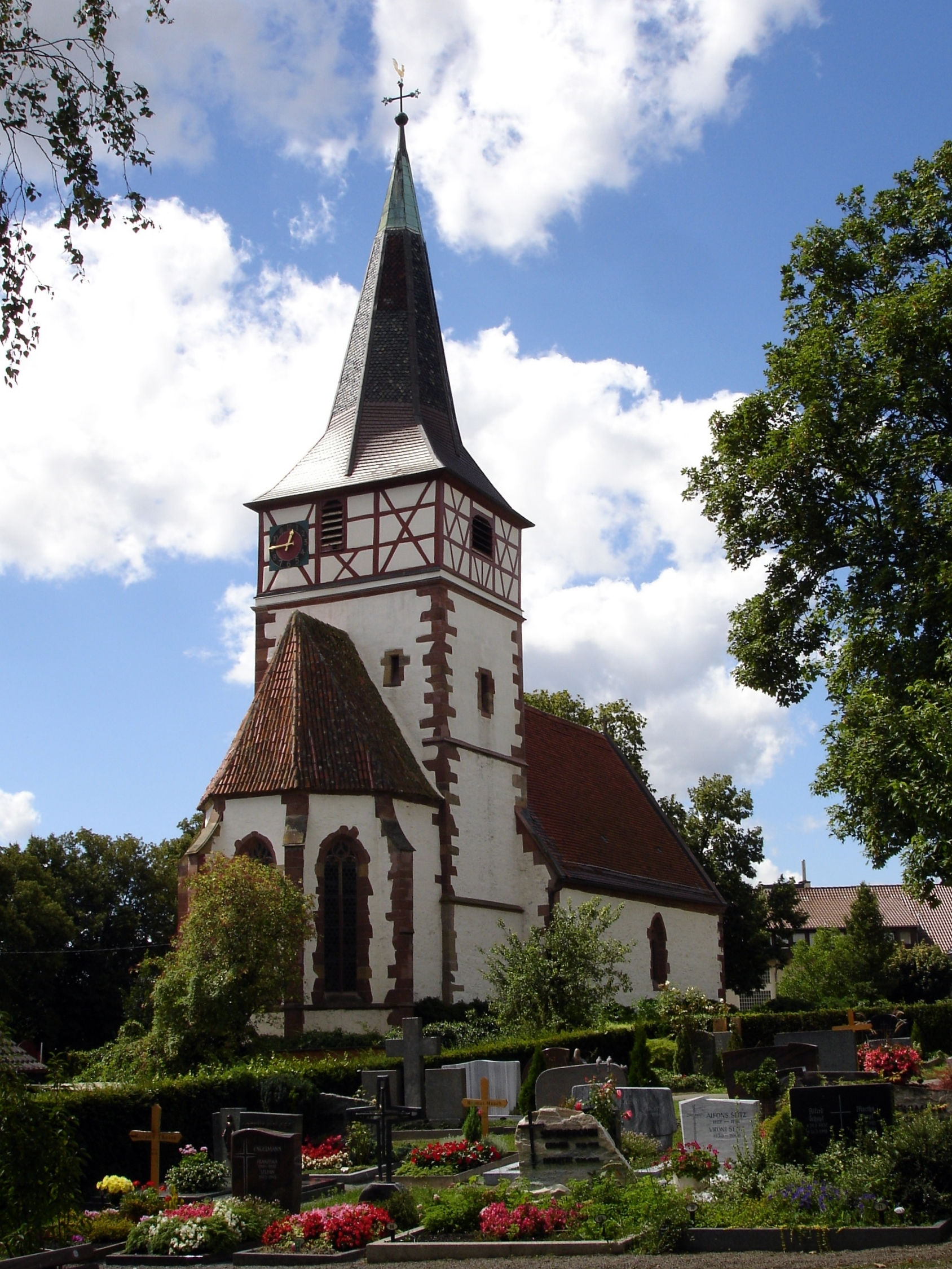
Speyerer Kirche

Die Gemeinde Ditzingen lag ursprünglich an der Grenze zweier Bistümer, Konstanz und Speyer, die durch den Fluss Glems gebildet wurde. Daher hatte Ditzingen ursprünglich auch zwei Pfarrkirchen, die Konstanzer Kirche, die zum Landkapitel Cannstatt gehörte, und die Speyerer Kirche, die zum Landkapitel Grüningen im Archidiakonat Trinitatis gehörte. 1524 bis 1527 war der Hirsauer Benediktiner und Chronist Nikolaus Basellius Inhaber der Ditzinger Marien-Pfarrei (Konstanzer Kirche). Aufgrund der schon sehr frühen Zugehörigkeit zu Württemberg wurde in Ditzingen 1534 die Reformation eingeführt, und der Ort war über mehrere Jahrhunderte hinweg überwiegend protestantisch. Die Konstanzer Kirche blieb bis heute die evangelische Hauptkirche des Ortes. Die Speyerer Kirche war 1347 vom Bischof dem Dominikanerinnenkloster Pforzheim übergeben und 1565 von Württemberg erworben worden. Sie diente danach (bis heute) als Friedhofskirche. Auch in den heutigen Ditzinger Stadtteilen wurde früh die Reformation eingeführt. Alle vier Kirchengemeinden gehörten zum Dekanat bzw. Kirchenbezirk Leonberg innerhalb der Evangelischen Landeskirche in Württemberg.
Im Jahr 1978 wurde aus Teilen der Dekanate bzw. Kirchenbezirke Ludwigsburg und Leonberg das neue Dekanat bzw. der neue Kirchenbezirk Ditzingen gebildet, der zunächst zur Prälatur Stuttgart, dann zur Prälatur Ludwigsburg und seit 1. Mai 2003 wieder zur Prälatur Stuttgart gehört. Heute umfasst das Dekanat Ditzingen 14 Kirchengemeinden, darunter die vier Kirchengemeinden im Ditzinger Stadtgebiet (Ditzingen, Heimerdingen, Hirschlanden und Schöckingen). Der Kirchenbezirk Ditzingen wurde zum 1. Januar 2020 mit dem Kirchenbezirk Vaihingen an der Enz zum Kirchenbezirk Vaihingen-Ditzingen vereinigt. Der Dekan von Vaihingen ist geschäftsführender Dekan des neuen Kirchenbezirks.
Nach dem Zweiten Weltkrieg zogen auch vermehrt Katholiken nach Ditzingen. Sie konnten ab 1946 in der Speyrer Kirche ihre Gottesdienste halten, bevor sie 1961/64 ihre eigene Kirche St. Maria Königin des Heiligen Rosenkranzes bauen konnten. 1965 wurde Ditzingen eine eigene Pfarrei. Die Gemeinde gehörte von Anfang an zum Dekanat Ludwigsburg des Bistums Rottenburg-Stuttgart. In Hirschlanden wurde 1976 ebenfalls eine katholische Kirchengemeinde errichtet. Dort war bereits 1974 die Kirche zur Heiligen Dreifaltigkeit gebaut worden. Von der katholischen Kirchengemeinde Hirschlanden werden auch die Katholiken in Heimerdingen und Schöckingen betreut. In Heimerdingen gibt es eine eigene Kirche (Heilig-Geist-Kirche) aus dem Jahr 1964. Beide Kirchengemeinden (Ditzingen und Hirschlanden) bilden zusammen mit der Katholischen Kirchengemeinde St. Peter und Paul Gerlingen die Seelsorgeeinheit Südliches Strohgäu.
Neben den beiden großen Kirchen gibt es in Ditzingen die Süddeutsche Gemeinschaft in der Gartenstraße, deren Dachverband (Süddeutscher Gemeinschaftsverband), ebenfalls zur evangelischen Kirche gehört. Weiterhin gibt es mehrere Freikirchen, zum Beispiel Treffpunkt Leben e. V. (Ursprung des Verbandes Forum Leben) sowie Evangelisch-Freikirchliche Gemeinden in Ditzingen und im Stadtteil Hirschlanden. Außerdem ist auch die Neuapostolische Kirche in allen Ditzinger Stadtteilen vertreten.

## Politik

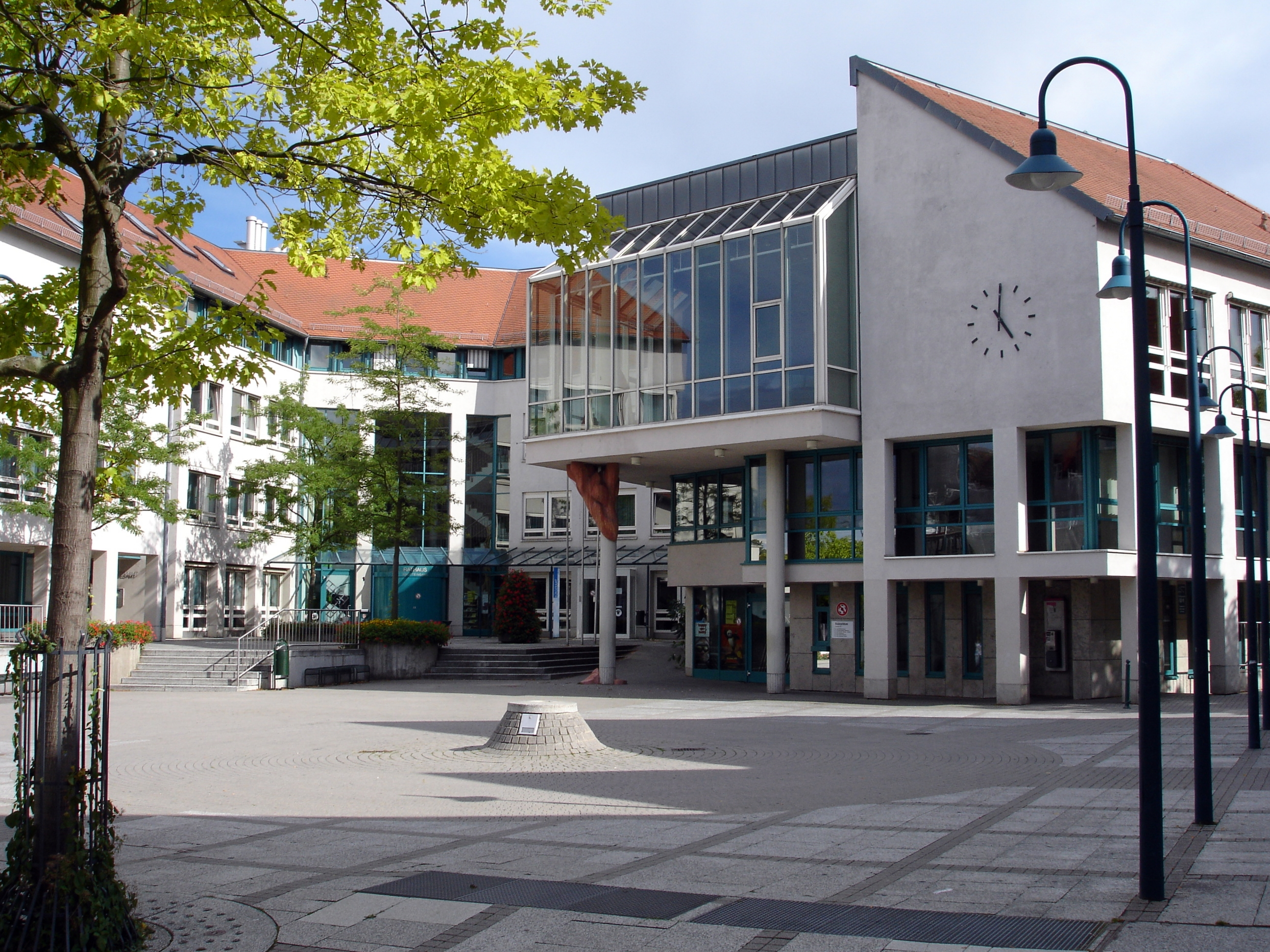
Rathaus Am Laien

### Große Kreisstadt
Als Große Kreisstadt untersteht Ditzingen der Rechtsaufsicht des Regierungspräsidiums Stuttgart.

### Gemeinderat
Der Gemeinderat in Ditzingen besteht aus den 26 gewählten ehrenamtlichen Gemeinderäten und dem Oberbürgermeister als Vorsitzendem. Der Oberbürgermeister ist im Gemeinderat stimmberechtigt. Die Kommunalwahl am 9. Juni 2024 führte zu folgendem Ergebnis (mit Vergleichszahlen der vorigen Wahl):
| Parteien und Wählergemeinschaften | Parteien und Wählergemeinschaften           | % 2024  | Sitze 2024 | % 2019  | Sitze 2019 | % 2014  | Sitze 2014 | Gemeinderatswahl in Ditzingen 2024 %3020100 27,12 %23,77 %14,77 %10,28 %5,46 %5,19 %8,58 %4,83 % CDUFWGrüneSPDUBFDPAfDJunge ListeGewinne und Verlusteim Vergleich zu 2019 %p 10 8 6 4 2 0 −2 −4 −6+0,92 %p−1,72 %p−5,69 %p−2,74 %p−2,48 %p−1,71 %p+8,58 %p+4,83 %pCDUFWGrüneSPDUBFDPAfDJunge Liste |  |
| CDU                               | Christlich Demokratische Union Deutschlands | 27,12   | 7          | 26,20   | 7          | 32,78   | 8          | Gemeinderatswahl in Ditzingen 2024 %3020100 27,12 %23,77 %14,77 %10,28 %5,46 %5,19 %8,58 %4,83 % CDUFWGrüneSPDUBFDPAfDJunge ListeGewinne und Verlusteim Vergleich zu 2019 %p 10 8 6 4 2 0 −2 −4 −6+0,92 %p−1,72 %p−5,69 %p−2,74 %p−2,48 %p−1,71 %p+8,58 %p+4,83 %pCDUFWGrüneSPDUBFDPAfDJunge Liste |  |
| FW                                | Freie Wähler                                | 23,77   | 7          | 25,49   | 7          | 24,04   | 6          | Gemeinderatswahl in Ditzingen 2024 %3020100 27,12 %23,77 %14,77 %10,28 %5,46 %5,19 %8,58 %4,83 % CDUFWGrüneSPDUBFDPAfDJunge ListeGewinne und Verlusteim Vergleich zu 2019 %p 10 8 6 4 2 0 −2 −4 −6+0,92 %p−1,72 %p−5,69 %p−2,74 %p−2,48 %p−1,71 %p+8,58 %p+4,83 %pCDUFWGrüneSPDUBFDPAfDJunge Liste |  |
| Grüne                             | BÜNDNIS 90/DIE GRÜNEN                       | 14,77   | 4          | 20,46   | 5          | 13,99   | 4          | Gemeinderatswahl in Ditzingen 2024 %3020100 27,12 %23,77 %14,77 %10,28 %5,46 %5,19 %8,58 %4,83 % CDUFWGrüneSPDUBFDPAfDJunge ListeGewinne und Verlusteim Vergleich zu 2019 %p 10 8 6 4 2 0 −2 −4 −6+0,92 %p−1,72 %p−5,69 %p−2,74 %p−2,48 %p−1,71 %p+8,58 %p+4,83 %pCDUFWGrüneSPDUBFDPAfDJunge Liste |  |
| SPD                               | Sozialdemokratische Partei Deutschlands     | 10,28   | 3          | 13,02   | 3          | 17,90   | 5          | Gemeinderatswahl in Ditzingen 2024 %3020100 27,12 %23,77 %14,77 %10,28 %5,46 %5,19 %8,58 %4,83 % CDUFWGrüneSPDUBFDPAfDJunge ListeGewinne und Verlusteim Vergleich zu 2019 %p 10 8 6 4 2 0 −2 −4 −6+0,92 %p−1,72 %p−5,69 %p−2,74 %p−2,48 %p−1,71 %p+8,58 %p+4,83 %pCDUFWGrüneSPDUBFDPAfDJunge Liste |  |
| UB                                | Unabhängige Bürger                          | 5,46    | 1          | 7,94    | 2          | 3,37    | 2          | Gemeinderatswahl in Ditzingen 2024 %3020100 27,12 %23,77 %14,77 %10,28 %5,46 %5,19 %8,58 %4,83 % CDUFWGrüneSPDUBFDPAfDJunge ListeGewinne und Verlusteim Vergleich zu 2019 %p 10 8 6 4 2 0 −2 −4 −6+0,92 %p−1,72 %p−5,69 %p−2,74 %p−2,48 %p−1,71 %p+8,58 %p+4,83 %pCDUFWGrüneSPDUBFDPAfDJunge Liste |  |
| FDP                               | Freie Demokratische Partei                  | 5,19    | 1          | 6,90    | 2          | 3,15    | 1          | Gemeinderatswahl in Ditzingen 2024 %3020100 27,12 %23,77 %14,77 %10,28 %5,46 %5,19 %8,58 %4,83 % CDUFWGrüneSPDUBFDPAfDJunge ListeGewinne und Verlusteim Vergleich zu 2019 %p 10 8 6 4 2 0 −2 −4 −6+0,92 %p−1,72 %p−5,69 %p−2,74 %p−2,48 %p−1,71 %p+8,58 %p+4,83 %pCDUFWGrüneSPDUBFDPAfDJunge Liste |  |
| AfD                               | Alternative für Deutschland                 | 8,58    | 2          | –       | –          | –       | –          | Gemeinderatswahl in Ditzingen 2024 %3020100 27,12 %23,77 %14,77 %10,28 %5,46 %5,19 %8,58 %4,83 % CDUFWGrüneSPDUBFDPAfDJunge ListeGewinne und Verlusteim Vergleich zu 2019 %p 10 8 6 4 2 0 −2 −4 −6+0,92 %p−1,72 %p−5,69 %p−2,74 %p−2,48 %p−1,71 %p+8,58 %p+4,83 %pCDUFWGrüneSPDUBFDPAfDJunge Liste |  |
| Junge Liste                       | Junge Liste                                 | 4,83    | 1          | –       | –          | –       | –          | Gemeinderatswahl in Ditzingen 2024 %3020100 27,12 %23,77 %14,77 %10,28 %5,46 %5,19 %8,58 %4,83 % CDUFWGrüneSPDUBFDPAfDJunge ListeGewinne und Verlusteim Vergleich zu 2019 %p 10 8 6 4 2 0 −2 −4 −6+0,92 %p−1,72 %p−5,69 %p−2,74 %p−2,48 %p−1,71 %p+8,58 %p+4,83 %pCDUFWGrüneSPDUBFDPAfDJunge Liste |  |
| Gesamt                            | Gesamt                                      | 100     | 26         | 100     | 26         | 100     | 26         | Gemeinderatswahl in Ditzingen 2024 %3020100 27,12 %23,77 %14,77 %10,28 %5,46 %5,19 %8,58 %4,83 % CDUFWGrüneSPDUBFDPAfDJunge ListeGewinne und Verlusteim Vergleich zu 2019 %p 10 8 6 4 2 0 −2 −4 −6+0,92 %p−1,72 %p−5,69 %p−2,74 %p−2,48 %p−1,71 %p+8,58 %p+4,83 %pCDUFWGrüneSPDUBFDPAfDJunge Liste |  |
| Wahlbeteiligung                   | Wahlbeteiligung                             | 64,08 % | 64,08 %    | 61,56 % | 61,56 %    | 53,57 % | 53,57 %    | Gemeinderatswahl in Ditzingen 2024 %3020100 27,12 %23,77 %14,77 %10,28 %5,46 %5,19 %8,58 %4,83 % CDUFWGrüneSPDUBFDPAfDJunge ListeGewinne und Verlusteim Vergleich zu 2019 %p 10 8 6 4 2 0 −2 −4 −6+0,92 %p−1,72 %p−5,69 %p−2,74 %p−2,48 %p−1,71 %p+8,58 %p+4,83 %pCDUFWGrüneSPDUBFDPAfDJunge Liste |  |

### Bürgermeister
An der Spitze der Gemeinde Ditzingen stand ein Schultheiß bzw. Bürgermeister. Seit der Erhebung zur Großen Kreisstadt am 1. Oktober 1976 trägt das Stadtoberhaupt die Amtsbezeichnung Oberbürgermeister. Dieser wird von den Wahlberechtigten auf acht Jahre direkt gewählt. Er ist Vorsitzender des Gemeinderats. Sein allgemeiner Stellvertreter ist der 1. Beigeordnete mit der Amtsbezeichnung Bürgermeister.
| Amtszeit  | Amtsinhaber        |
| --------- | ------------------ |
| 1807–1818 | Jakob Mann         |
| 1818–1851 | Johann Jakob Knapp |
| 1851–1875 | Johannes Pandtle   |
| 1875–1917 | Wilhelm Stähle     |
| 1918–1923 | Eugen Englert      |
| 1923–1933 | Hans Veit          |
| 1933–1945 | Gottlieb Diez      |

| Amtszeit  | Amtsinhaber        |
| --------- | ------------------ |
| 1945–1954 | Eugen Heimerdinger |
| 1954–1960 | Rudolf Döbele      |
| 1960–1974 | Hans Scholder      |
| 1975–1981 | Alois Lang         |
| 1981      | Volker Baehr       |
| 1982–1999 | Alfred Fögen       |
| seit 1999 | Michael Makurath   |

### Wappen und Flagge
Das Wappen der Stadt Ditzingen zeigt in gespaltenem Schild vorne in Silber zwei schräg gekreuzte rote Mauerhaken, hinten in Rot unter einem silbernen Kreuz mit Tatzenenden eine gestürzte silberne Pflugschar. Die Stadtflagge ist rot-weiß. Wappen und Flagge wurden von Ditzingen bereits vor der Gemeindereform geführt (die Flagge seit 1967). Die bei der Gemeindereform neu entstandene Stadt musste sich Wappen und Flagge neu verleihen lassen; dies geschah am 23. April 1976 durch das Landratsamt Ludwigsburg.
Das Kreuz war auch im Wappen der ehemals selbständigen Gemeinde Schöckingen zu finden. Die Pflugschar soll die Landwirtschaft symbolisieren, die für alle Stadtteile früher Haupterwerbszweig war. Die Mauerhaken sind ein altes Marksteinzeichen Ditzingens.
Die Wappen der Ditzinger Stadtteile waren wie folgt:
- Heimerdingen: In Blau zwei schräggekreuzte gestürzte goldene Rechen, darunter ein goldener Lanzapfen.
- Hirschlanden: In Gold unter einer liegenden schwarzen Hirschstange eine pfahlweis gestellte rote Wagenlanne.
Flagge: rot-gelb. (Wappen und Flagge verliehen am 23. Januar 1961)
- Schöckingen: Unter goldenem Schildhaupt, darin eine liegende schwarze Hirschstange, in Rot ein durchgehendes silbernes Kreuz, bewinkelt von vier goldenen Hufeisen.

### Städtepartnerschaften
Ditzingen unterhält eine Städtepartnerschaft mit
- Gyula in Ungarn, seit 1991
- Rillieux-la-Pape in Frankreich, seit 2010

## Wirtschaft und Infrastruktur

### Wirtschaft

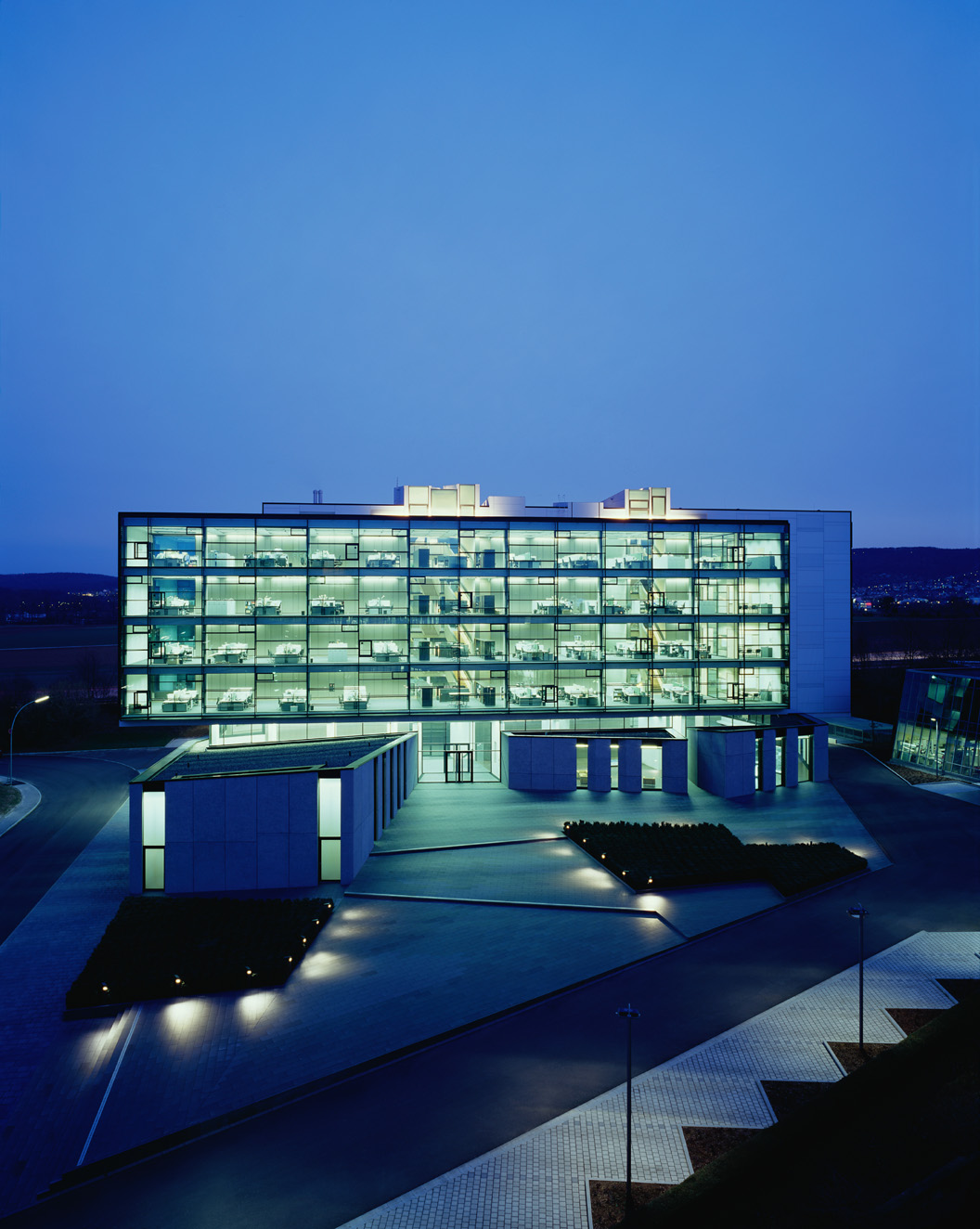
Stammhaus von Trumpf

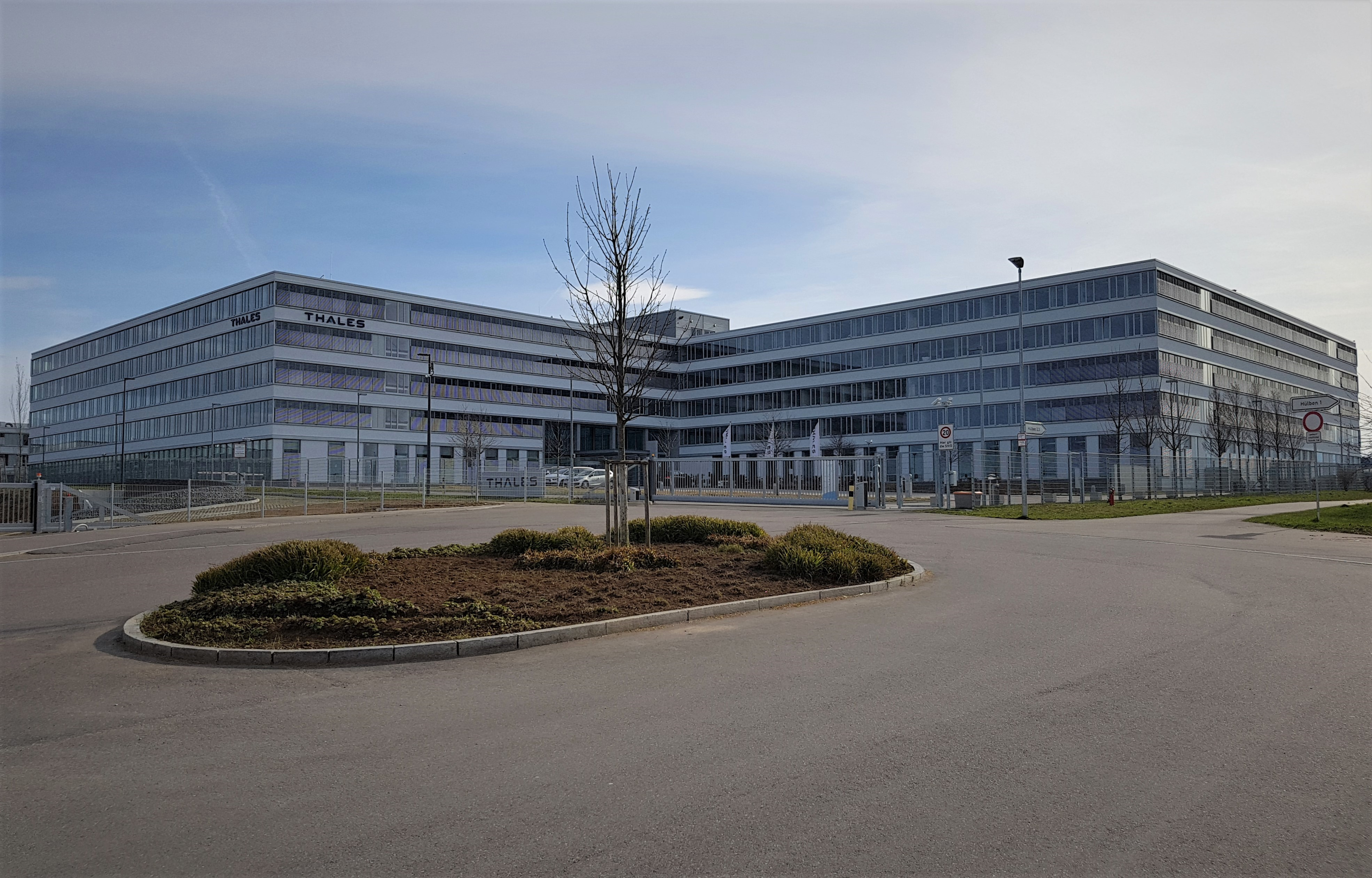
Thales Deutschland

Besonders ausgeprägt sind der Maschinenbau, das Verlagsgewerbe (z. B. Reclam-Verlag) und das Druckgewerbe. Das größte Ditzinger Unternehmen ist die Maschinenbaufirma Trumpf. Sie erwirtschaftete im Geschäftsjahr 2017/18 mit ca. 13.500 Mitarbeitern einen Umsatz von rund 3,6 Milliarden Euro. 2014 wurde in Ditzingen die neue Deutschland-Zentrale von Thales Deutschland eröffnet. Die Standorte Stuttgart, Korntal und Pforzheim wurden hier zusammengefasst. Für die über 1400 Mitarbeiter des Technologiekonzerns wurde ein neuer Gebäudekomplex mit einer Nutzfläche von 51.500 Quadratmetern an der Autobahn A 81 errichtet, der bis zu 1800 Mitarbeiter fassen kann und mit modernster Gebäudetechnik ausgestattet ist. Überregionale Bedeutung hat auch die Händlerkooperation Euronics Deutschland, die rund 1800 Mitglieder hat.
Ditzingen ist auch Standort für viele mittelständische Unternehmen, wie etwa der Baubeschlägehersteller Gretsch-Unitas, die Cetelon Lackfabrik oder die Ditzinger Ölmühle. Ditzingen ist ferner Hauptsitz des Teigwarenherstellers Bürger. Zu den traditionsreichen Betrieben der chemischen Industrie gehört die 1922 gegründete Loba GmbH & Co KG.

### Verkehr
Ditzingen liegt in unmittelbarer Nähe der Bundesautobahn 81 Heilbronn–Stuttgart–Singen, direkt an der Ausfahrt Stuttgart-Feuerbach. Bis zu ihrer Zurückstufung führte durch die Kernstadt auch die Bundesstraße 295 Stuttgart–Leonberg–Calw. 2019 wurde sie zwischen Stuttgart-Feuerbach und Leonberg-West durch die A 81 bzw. A 8 ersetzt.

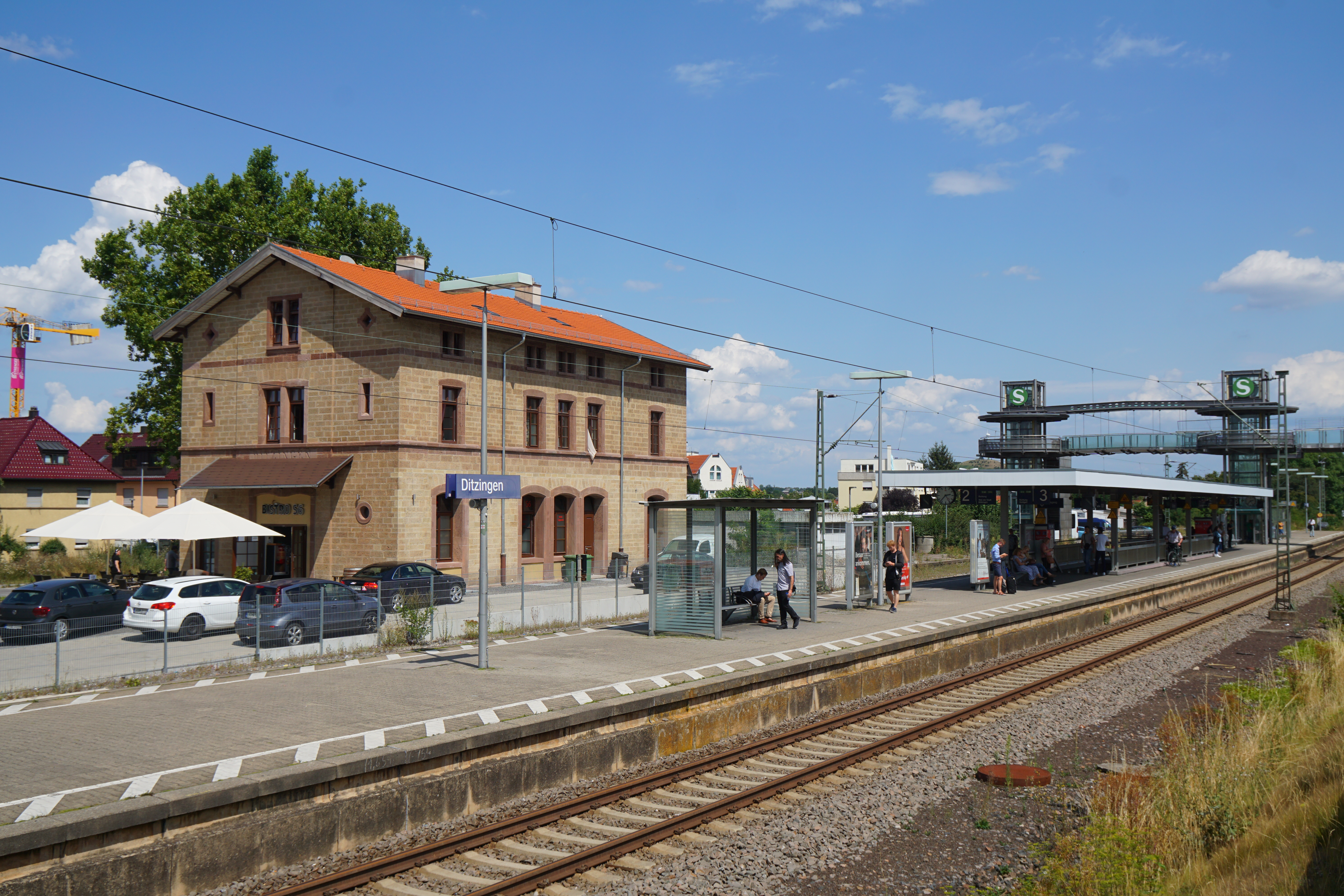
Bahnhof Ditzingen

Über die Schwarzwaldbahn Weil der Stadt–Stuttgart, auf der die Linien S6 und S60 der S-Bahn Stuttgart verkehren, ist der Bahnhof Ditzingen an das Schienennetz angebunden. Seit September 2022 fährt werktags zusätzlich die Express-S-Bahn S62 zwischen Weil der Stadt und Stuttgart-Zuffenhausen mit Halt u. a. in Ditzingen. Der Bahnhof wird von über 8000 Pendlern täglich genutzt. Der Ortsteil Heimerdingen wird durch die Strohgäubahn angeschlossen.
Den öffentlichen Personennahverkehr bedienen mehrere Buslinien. Der Zentrale Omnibusbahnhof (ZOB) wurde 2016 neu gestaltet und am 16. Dezember 2016 offiziell seiner Bestimmung übergeben. Alle Linien verkehren zu einheitlichen Preisen innerhalb des Verkehrsverbunds Stuttgart. Darüber hinaus bestehen Planungen, Ditzingen bis Ende 2028 an das Stuttgarter Stadtbahnnetz (U13) anzuschließen.
Durch eine Alltagsroute aus dem Radnetz Baden-Württemberg ist Ditzingen mit Leonberg und in der anderen Richtung mit Stuttgart verbunden, über dessen Stadtbezirke Weilimdorf und Feuerbach.
Der internationale Flughafen Stuttgart befindet sich im etwa 25 km entfernten Leinfelden-Echterdingen.

### Medien
Über das lokale Geschehen berichtet die Leonberger Kreiszeitung, inzwischen ein Lokalteil der Stuttgarter Zeitung und mit einer Strohgäu-Ausgabe die Ludwigsburger Kreiszeitung. Wöchentlich erscheint der von der Stadtverwaltung herausgegebene Ditzinger Anzeiger, in dem unter anderem amtliche Bekanntmachungen veröffentlicht werden.
Südlich des Ortsteils Hirschlanden befand sich bis 2014 der Mittelwellen-Rundfunksender des AFN für die Region Stuttgart. Sendemast und -gebäude wurden 2015 abgebaut.

### Behörden und Einrichtungen
In Ditzingen befindet sich das Logistikzentrum Baden-Württemberg (LZBW). Es untersteht dem Innenministerium Baden-Württemberg und ist die zentrale Vergabestelle für den Zentraleinkauf und für die Beschaffungen für den Polizeibereich und für alle Landeseinrichtungen.
Ditzingen hat auch ein Notariat und ist Sitz des Kirchenbezirks Ditzingen bzw. eines Dekans der Evangelischen Landeskirche in Württemberg.

### Bildung

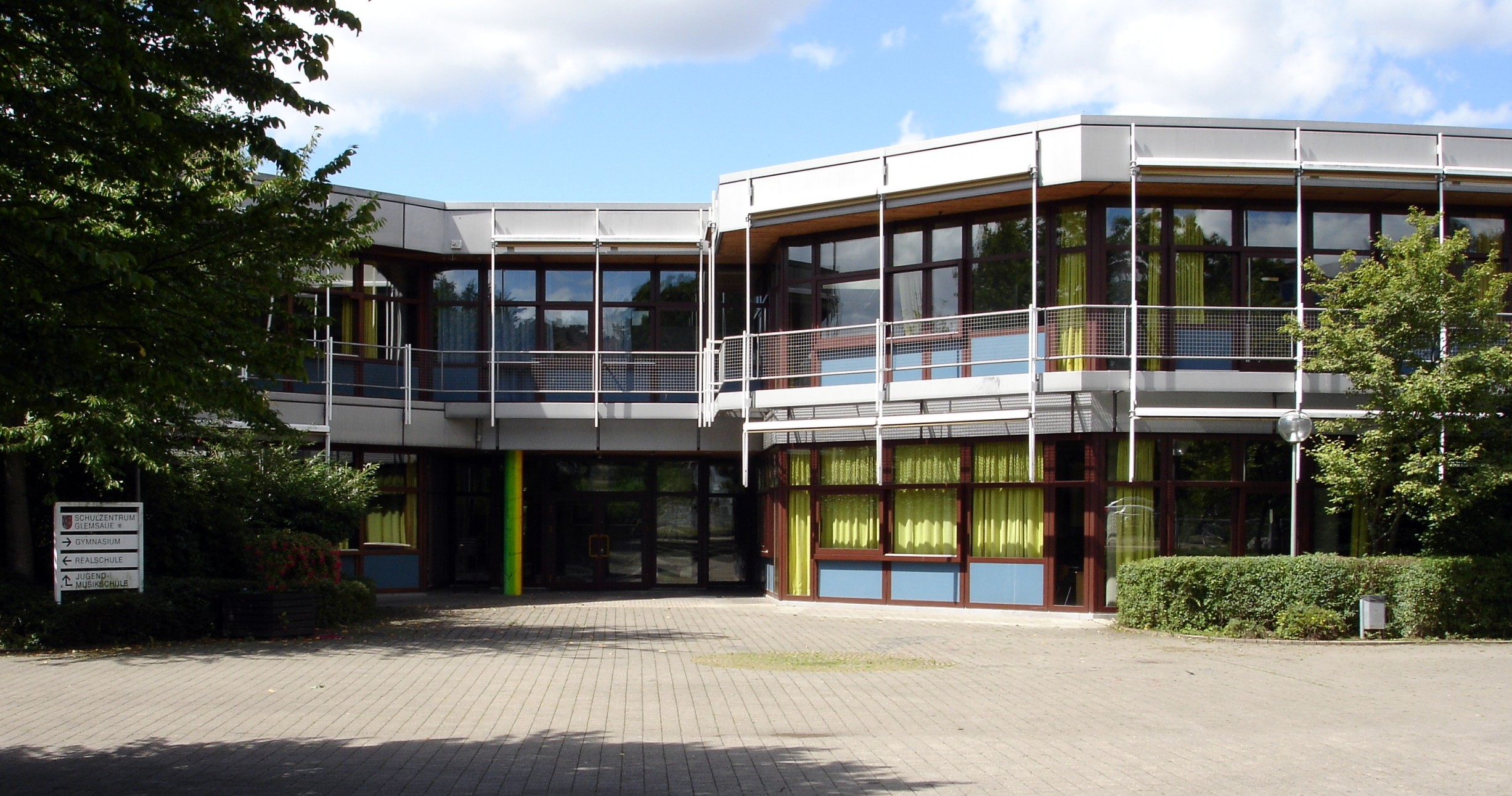
Gymnasium in der Glemsaue

Ditzingen hat ein Gymnasium (Gymnasium in der Glemsaue Ditzingen), eine Realschule (Realschule in der Glemsaue), eine Förderschule (Wilhelmschule), zwei Grundschulen in der Kernstadt (Wilhelmschule und Konrad-Kocher-Schule, seit Februar 2024 zusammen als Doris-Leibinger-Grundschule) und eine weitere im Stadtteil Heimerdingen sowie die Theodor-Heuglin-Schule Hirschlanden-Schöckingen im Stadtteil Hirschlanden als Gemeinschaftsschule.

### Ver- und Entsorgung
Das Strom- und Gasnetz in der Stadt wird von der EnBW Regional AG betrieben. Das Trinkwasser wird teilweise aus städtischen Brunnen gefördert (35 %), der Rest von der Bodensee-Wasserversorgung und von der Strohgäu-Wasserversorgung bezogen. Gemeinsam mit der Stadt Stuttgart betreibt Ditzingen ein eigenes Klärwerk im unteren Glemstal. Die Abfallentsorgung wird von der Abfallverwertungsgesellschaft des Landkreises Ludwigsburg mbH (AVL) übernommen, einer 100%igen Tochtergesellschaft des Landkreises Ludwigsburg. Die AVL ist beauftragt, die Aufgaben zur Vermeidung, Verwertung und Beseitigung von Abfällen im Auftrag des Landkreises Ludwigsburg zu erfüllen.

## Kultur und Sehenswürdigkeiten

### Stadtmuseum

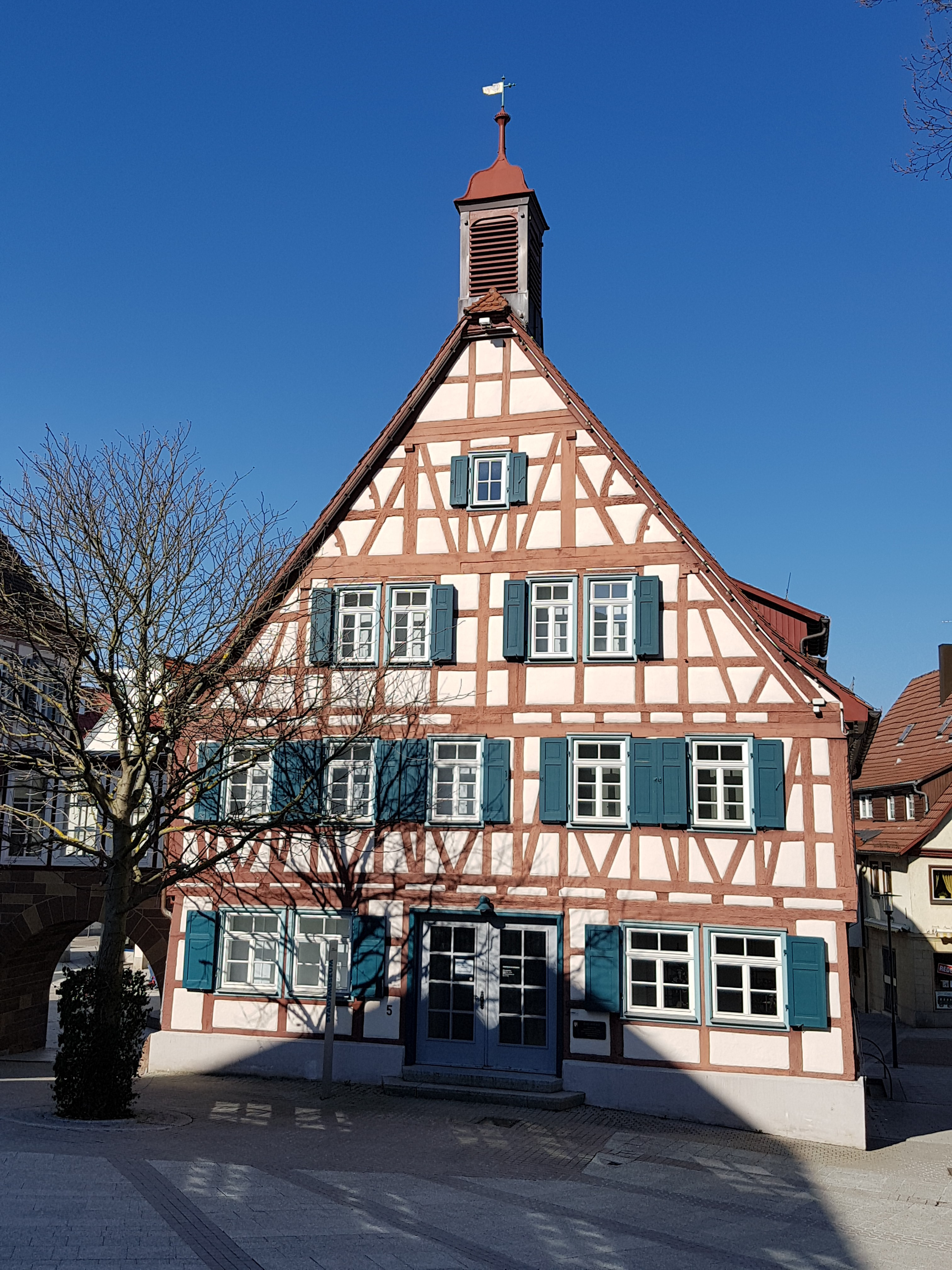
Altes Rathaus mit dem Stadtmuseum

Sitz des Stadtmuseums ist das Alte Rathaus am Laien, das über eine Dauerausstellung zur Stadtgeschichte, einen Raum für Wechselausstellungen und eine „Egerländer Heimatstube“ verfügt. Der Rundgang durch die stadtgeschichtliche Sammlung wurde 2009 neu gestaltet.

### Stadtarchiv
Das Stadtarchiv wird seit 1985 hauptamtlich geleitet und war bis 2010 im Untergeschoss des Schulzentrums in der Glemsaue untergebracht. Nach einem verheerenden Hochwasser bezog es neue Räume im alten Schulgebäude am Laien 4, im Sommer 2017 schließlich eigene Räume im Ortsteil Hirschlanden. Es verwahrt die Schriftgutüberlieferung der vier Ortsteile seit dem 16. Jahrhundert und betreut umfangreiche stadtgeschichtliche Sammlungen.

### Theater
Die Stadthalle Ditzingen ist das Veranstaltungszentrum der Stadt. Hier werden unter anderem auch Theatervorstellungen geboten.

### Musik
Die Musikkultur der Stadt prägen die zahlreichen Vereine, darunter der Musikverein Stadtkapelle Ditzingen, der Liederkranz in Ditzingen, Heimerdingen und Hirschlanden, der Handharmonika-Club 1932 Ditzingen und die Harmonikafreunde Schöckingen sowie das Evangelische Bezirkskantorat Ditzingen. Auch die Jugendmusikschule Ditzingen, 1955 gegründet und damit die älteste im Landkreis Ludwigsburg, trägt mit ihren Konzerten zur Gestaltung des musikalischen Lebens bei.

### Bauwerke

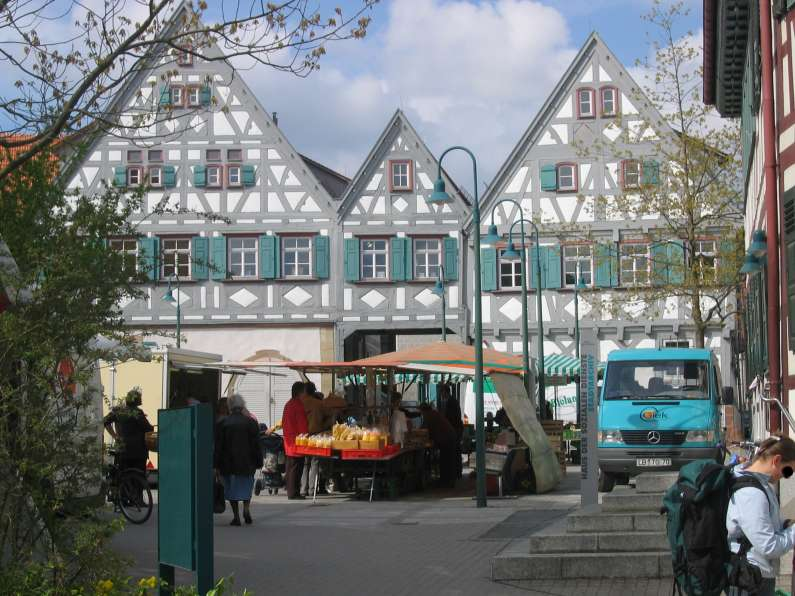
Drei-Giebel-Haus am Markt

In der Stadtmitte steht die 1477 geweihte Konstanzer Kirche, die evangelische Hauptkirche der Stadt. Daneben befindet sich das neue Rathaus mit dem Bürgersaal. Im Dreigiebelhaus, das als Wahrzeichen der Stadt bezeichnet werden kann, sind die Stadtbibliothek und die städtische Galerie, im benachbarten alten Rathaus das Stadtmuseum untergebracht. Im Stadtzentrum befindet sich auch das Ditzinger Schloss, ursprünglich eine mittelalterliche Burganlage, die im 15./16. Jahrhundert errichtet wurde und Sitz des Ortsadels war. Die etwas außerhalb der Innenstadt gelegene Speyrer Kirche (ehemals St. Lambertus) stammt aus dem 16. Jahrhundert und dient heute als Friedhofskirche.
Ein kleines Kuriosum ist, dass zu beiden Kirchen in Großserie angebotene H0-Modelle existieren; die Konstanzer von Vollmer, die Speyrer von Kibri. Insgesamt gibt es im deutschsprachigen Raum nur etwa ein Dutzend verschiedene Modelle realer Sakralbauten.
Die evangelische Kirche in Heimerdingen war ursprünglich dem Heiligen Petrus geweiht. Sie wurde 1776 nach einem Brand als klassizistische Saalkirche neu errichtet. Die katholische Heilig-Geist-Kirche wurde 1964 erbaut. In Hirschlanden gibt es eine ursprünglich romanische Kirche, die 1748 vergrößert wurde. Die katholische Heilige Dreifaltigkeitskirche wurde 1974 erbaut. Die evangelische Kirche in Schöckingen mit spätromanischen und spätgotischen Teilen beinhaltet Grabmäler der Herren von Nippenburg und von Gaisberg aus dem 16. und 17. Jahrhundert.
Das Gasthaus zum Lamm in der Marktstraße ist eine ehemalige Schildwirtschaft, die unter Denkmalschutz steht. Der Hirsauer Pfleghof an der Stegstraße ist ebenfalls als Kulturdenkmal ausgewiesen.

### Regelmäßige Veranstaltungen
Als regelmäßige Veranstaltung findet das Ditzinger Hafenscherbenfest im zweijährigen Rhythmus am letzten Sommerferienwochenende statt.

## Sport
Größter Sportverein sind die TSF Ditzingen, die besonders im Fechten, Volleyball und Schach erfolgreich sind. Die Fußballer der TSF Ditzingen spielten zeitweilig in der Regionalliga Süd. Die Ditzinger Fechter gewannen 2003 und 2006 den Deutschlandpokal im Herrendegen, einen Mannschaftswettbewerb, der mit dem DFB-Pokal im Fußball vergleichbar ist. Zudem erreichte die Degen-Mannschaft der TSF 2004 und 2006 das Halbfinale der deutschen Meisterschaften. Die Damendegen-Mannschaft der TSF Ditzingen erreichte 2011 das Finale des Deutschlandpokals. 2011 gewannen die Ditzinger alle drei Titel bei den deutschen Degen-Meisterschaften der B-Jugend: Samuel Unterhauser holte den Einzel-Titel im Jahrgang 1997, Simon Greul gewann den Jahrgang 1998; Samuel Unterhauser und Fabian Heuer (5. im Einzel 1997) holten tags darauf mit der Auswahl Württembergs den DM-Mannschaftstitel. Die TSF stellten 2001 mit Bruno Kachur den Vize-Weltmeister Degen Senioren Ü50; dreimal waren die TSF-Senioren (Ü40) seit 2002 Deutscher Mannschaftsmeister im Herrendegen, zweimal gelang der DM-Sieg der Damendegen-Mannschaft Ü40.
Überregionale Bedeutung hat auch die Schützengilde Ditzingen, die 1997 zu den Gründungsmitgliedern der 1. Bundesliga Bogenschießen gehörte und mehrere herausragende Bogenschützen hervorgebracht hat.

## Persönlichkeiten

### Ehrenbürger
Die Gemeinde bzw. Stadt Ditzingen hat folgenden Personen das Ehrenbürgerrecht verliehen:
- 1887, 20. Juni: Andreas von Renner, Württembergischer Finanzminister (1814–1898)
- 1917, 9. Juli: Wilhelm Stähle, Schultheiß
- 1999: Alfred Fögen, Oberbürgermeister a. D.
- 2001: Berthold Leibinger, Unternehmer
- 2020: Günther Oettinger, ehemaliger Ministerpräsident von Baden-Württemberg und EU-Kommissar

### Söhne und Töchter der Stadt
- 1740, Christoph Dionysius von Seeger, geboren in Schöckingen, † 1808 in Blaubeuren, Lehrer und ein Hauptorganisator der Hohen Karlsschule
- 1775, Ludwig von Gaisberg, geboren in Schöckingen, † 1852 in Neudegg bei Donauwörth, Justizbeamter, Landtagsabgeordneter
- 1786, Konrad Kocher, † 1872 in Stuttgart, Kirchenmusiker, Organist an der Stuttgarter Stiftskirche, später auch dortiger Musikdirektor
- 1787, Johann Jacob Mann, Oberamtmann in Wangen, Münsingen und Vaihingen
- 1804, Carl Haas, geboren in Schöckingen, † 1883, Pfarrer, Journalist und theologischer Autor
- 1810, Johann Ulrich Wirth, † 1879 in Winnenden, protestantischer Theologe und Philosoph
- 1814, Andreas von Renner, † 1898 in Stuttgart, Finanzminister des Königreichs Württemberg.
- 1815, Gottlieb Friedrich Krauß, † 1895 in Stuttgart, Lithograf, Vertreter der Arbeiterbewegung in Stuttgart
- 1824, Theodor von Heuglin, geboren in Hirschlanden, † 1876 in Stuttgart, Ornithologe und Afrika-Forscher
- 1849, Carl Immendörfer, geboren in Heimerdingen, † 24. März 1911 in Heimerdingen, Landwirt und Politiker
- 1881, Karl Siegle, † 1947 in Berlin, Politiker, Gewerkschafter und Widerstandskämpfer gegen das NS-Regime
- 1881, Jakob Wilhelm Hauer, † 1962 in Tübingen, Indologe und Religionswissenschaftler
- 1940, Peter Gamper, Leichtathlet und Medienwissenschaftler
- 1998, Jonas Hämmerle, Schauspieler, stammt aus dem Ortsteil Heimerdingen
- 2002, Janna Schweigmann, Volleyballspielerin, stammt aus dem Ortsteil Heimerdingen

### Sonstige Persönlichkeiten, die mit Ditzingen in Verbindung stehen
- Nikolaus Basellius (ca. 1470–1532), Hirsauer Benediktiner und Chronist, 1524 bis 1527 Inhaber der hiesigen Marien-Pfarrei (Konstanzer Kirche)
- Ludwig von Janowitz (1583–1641), Verwaltungsbeamter und Gesandter, Besitzer des Ditzinger Schlosses
- Alfred Fritz (1860–1941), Pseudonym Joseph Hahn, evangelischer Pfarrer, Archivar und Schriftsteller
- Erwin Starker (1872–1938), Maler des Impressionismus
- Rudolf Hruschka (1881–1961), sudetendeutscher Lehrer und Heimatforscher, kam nach dem Zweiten Weltkrieg als Vertriebener nach Ditzingen
- Robert Eberwein (1909–1972), Maler, Grafiker und Illustrator; lebte von 1950 bis 1972 in Ditzingen
- Heinrich Eberhardt (1919–2003), Maler, Grafiker und Kunstpädagoge; lebte von 1926 bis 2003 in Ditzingen
- Kurt Weinmann (1922–2007), Chemiker, geschäftsführender Gesellschafter der Loba-Holmenkol-Chemie Dr. Fischer und Dr. Weinmann KG in Ditzingen
- Horst Poller (1926–2018), Geschäftsführer, Verleger, Publizist und Politiker (CDU), lebte in Ditzingen
- Dieter Schnabel (1935–2024), Rechtsanwalt, Kulturjournalist und Kommunalpolitiker in Ditzingen
- Günther Oettinger (* 1953), seit 2010 EU-Kommissar für Energie, von 2005 bis 2010 Ministerpräsident des Landes Baden-Württemberg, wuchs in Ditzingen auf und war dort Vorsitzender des CDU-Ortsverbands, Fraktionsvorsitzender der CDU-Fraktion im Gemeinderat und Mitbegründer der Jungen Union Ditzingen. 1982 kandidierte Oettinger erfolglos um das Amt des Ditzinger Oberbürgermeisters.
- Konrad Epple (* 1963), Politiker, stellvertretender Oberbürgermeister von Ditzingen, Mitglied des Landtags von Baden-Württemberg
- Dietmar Haaf (* 1967), Leichtathlet, begann seine Karriere bei den TSF Ditzingen
- Thomas Dürr alias Thomas D (* 1968), Mitglied der Hip-Hop- bzw. Rap-Band Die Fantastischen Vier, in Ditzingen aufgewachsen
- Bastian Knittel (* 1983), Tennisprofi
- Mario Mandžukić (* 1986), kroatischer Fußballspieler, lebte von 1992 bis 1996 in Ditzingen und spielte in der Zeit in der Jugend der TSF Ditzingen
- Robin Leutner alias DJ Robin (* 1996),  deutscher DJ und Partyschlagersänger, aufgewachsen in Ditzingen und dort wohnhaft